# Keila vald
Keila vald is een voormalige gemeente in de Estlandse provincie Harjumaa. De gemeente telde 4810 inwoners op 1 januari 2017 en had een oppervlakte van 179,5 km². In oktober 2017 is Keila vald opgegaan in de fusiegemeente Lääne-Harju.

## Indeling
Het gemeentebestuur zetelde in de stad Keila, die zelf geen deel uitmaakte van de gemeente. De gemeente telde verder drie grotere nederzettingen met de status van alevik (Nederlands: vlek): Karjaküla, Klooga en Keila-Joa. Daarnaast waren er 19 dorpen.

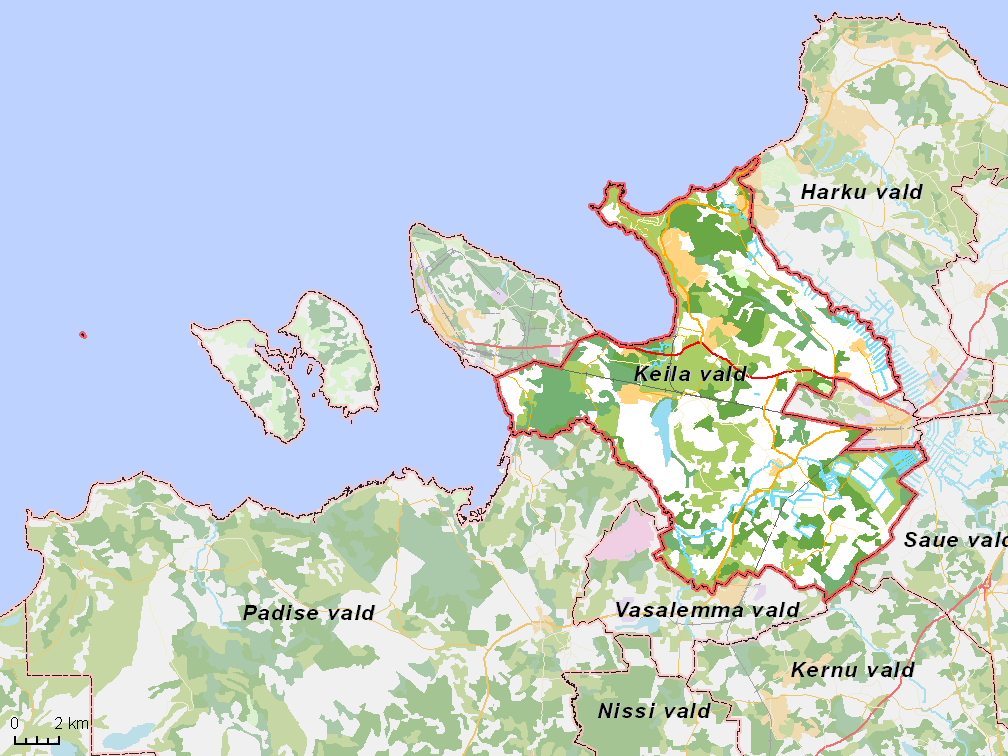
De gemeente met omliggende gemeenten, situatie begin 2017